# 佩德罗·G·费雷拉
佩德罗·G·费雷拉 (英語：Pedro G. Ferreira；1968年3月18日—）是一位葡萄牙天体物理学家和宇宙学家，科普作品有《完美理论》（The Perfect Theory）等。